# Степан (Менёк)
Степан Петрович Менёк (укр. Степан Петрович Меньок; 19 августа 1949, Наконечное Первое, Яворовский район, Львовская область, Украина) — первый экзарх донецко-харьковский Украинской грекокатолической церкви с 11 января 2002 года, член монашеской конгрегации редемптористов.

## Биография
Степан Менёк родился 19 августа 1949 года в селе Наконечное Первое Львовской области, Украина. В 1974 году вступил в монашескую конгрегацию редемптористов. В 1981 году принял вечные монашеские обеты. С 1975 по 1984 год изучал богословие в семинарии редемптористов. 8 июля 1981 года Степан Сорока был рукоположён в священника митрополитом Владимиром Стернюком, после чего служил в грекокатолическом приходе в городе Каменноброд Яворского района.
В 1990 году Степан Менёк стал игуменом монастыря святого Альфонса. С этого же года был ректором семинарии редемптористов. В 1994 году был назначен ректором львовской Духовной семинарии Святого Духа. С 1998 года был ректором Высшего духовного института имени блаженного Николая Чарнецкого.
11 января 2002 года Римский папа Иоанн Павел II назначил Степана Менёка титулярным епископом Акарассуса и донецко-харьковским экзархом. 15 февраля 2002 года Степан Менёк был рукоположён в епископа, которое совершил верховный архиепископ львовский Любомир Гузар в сослужении с Апостольский экзархат Великобританииапостольским администратором Великобритании Михаилом Гринчишиным и епископом зборовским Михаилом Колтуном.